# Рашба Олена Яківна
Олена Яківна Рашба (11.02.1910, Київ — 1973, Київ) — українська дослідниця в галузі біохімії та мікробіології, доктор медичних наук, професор.

## Біографія
Олена Рашба — дочка відомого в Києві лікаря й професора Якова Овсійовича Рашби (1879—1942).
Поступила на навчання до Художньо-індустріальної профшколи, яку закінчила 1927 року. У 1927—1931 роках навчалася на лікувально-профілактичному факультеті Київського медичного інституту. Після закінчення інституту 1931—1933 років працювала інструктором санітарної культури в Київському міському відділі охорони здоров'я. З 1933 року працювала в відділі біохімії нервової тканини в Інституті біохімії АН УРСР. Була на посадах лаборанта, молодшого та старшого наукового співробітників у період з 1933 до 1941 року. 1938 чи 1939 року захистила дисертацію кандидата біологічних наук.
З початком німецько-радянської війни евакуювалася до Середньої Азії. Працювала в Туркменському державному медичному інституті в Ашгабаті, асистентом кафедри військово-санітарної підготовки в 1941—1942 роках. На початку 1943 року працювала старшим науковим співробітником лабораторії фізико-хімії колоїдів Академії наук Білоруської РСР. У 1943-1945 служила в Червоній армії зі званням майора медичної служби на посаді лікаря польового шпиталю, була поранена.
У 1945-1951 роках працювала в Інституті біохімії АН УРСР. 1951 року захистила докторську дисертацію.
У 1951—1973 роках була завідувачкою відділу біохімії мікроорганізмів Інституту мікробіології і вірусології АН УРСР.

## Наукова діяльність
Дослідження стосувалися функцій ферментів бактерій та глікополімерів. Була співавторкою розробки антибіотику рослинного походження «аренарину», виділеного з цмину піскового.

## Наукові праці
Авторка майже 100 наукових праць.
- К. И. Бельтюкова, Е. А. Рашба, М. Д. Куликовская, М. С. Матышевская, Р. И. Гвоздяк. Аренарин и его применение в растениеводстве. Киев: Изд-во Акад. наук УССР, 1963